# Sant Sebastià i Sant Fabià de Bossòst
Sant Sebastià i Sant Fabià de Bossòst és una capella de Bossòst (Vall d'Aran) inclosa a l'Inventari del Patrimoni Arquitectònic de Catalunya.

## Descripció
Capella de planta rectangular i d'una sola nau amb espadanya a l'entrada del recinte (cara oest). És d'execució senzilla i d'una concepció estilística eclèctica. Cal destacar la porta d'entrada, on a la llinda hi ha inscrita la llegenda de la data de construcció de la capella (20 de maig de l'any 1834). La llinda es sustenta sobre dues mènsules que reposen a la vegada sobre dos brancals rectes. Els murs de la capella romanen arrebossats i pintats de blanc.